# Tomás Villasante
Tomás Rodríguez-Villasante Prieto, desde 1974 fue Profesor y Doctor en la Facultad de Ciencias Políticas y Sociología de la Universidad Complutense de Madrid, luego Profesor Honorífico (jubilado). Además escritor y colaborador en varias revistas, como lo fue del Periódico Diagonal, El Viejo Topo, y el Boletín Sentipensante (CLACSO,GT Procesos y Metodologías Participativas.
Sociólogo"nómada"(J.Ibáñez), activista de los movimientos vecinales y ecologistas desde los años setenta, posteriormente ha sido impulsor de procesos por las metodologías y las democracias participativas en varios países. En sus trabajos de investigación-acción-participativa ha desarrollado aportaciones innovadoras a las metodologías sociales (la escuela de la socio-praxis).
Es cofundador de la Fundación CREASVI, de la Red CIMAS, y de la Red Sentipensante (GT de CLACSO Procesos y metodologías participativas). En la actualidad también es activista de "comunidades en transición" en varias localidades donde la Fundación CREASVI tiene presencia. En ellas se aplican los "pro-comunes" con economía social y solidaria, agroecología, metodologías y procesos participativos. Como Director Metodológico de los Presupuestos Participativos de Sevilla, desde el año 2003 al 2007, comparte el Premio Internacional de la OIDP (Observatorio Internacional de Democracia Participativa). Como Director Metodológico comparte también el premio Josep María Rueda (de la Diputación de Barcelona) al mejor Plan Comunitario  del año 2007 por el Plan de Palma Palmilla (Málaga).  En 2020 la Cátedra O. Fals Borda y varias Universidades de Bogotá, promovieron una Video-conferencia: “De la IAP a la Socio-praxis. (Homenaje a Tomás R. Villasante)” con repercusión en varios países.

## Actividad Científica y Académica
Es Doctor por la Facultad de Ciencias Políticas y Sociología de la Universidad Complutense de Madrid, grado que obtuvo gracias a una tesis defendida el 28-4-1982. Desde 1974, ha sido profesor de la Facultad de Ciencias Políticas y Sociología de la UCM (Departamento Sociología Aplicada). Sus intereses se orientan hacia los movimientos sociales y las metodologías participativas. .
Ha sido profesor visitante en diferentes Universidades españolas y latinoamericanas, dentro de las que se destacan sus periodos de estancia en la Universidad Federal de Bahía (Brasil), la Universidad Católica de Uruguay (Uruguay), la Universidad de Cuenca (Ecuador) y la Universidad Autónoma de México (Cuernavaca- México). En los últimos 40 años Profesor Invitado a impartir Cursos en las Universidades: U. de la República (Montevideo, Salto, y Maldonado) y Católica del Uruguay; U. Buenos Aires y U. Rosario (Argentina); de La Frontera (Temuco, Chile),  UDLA. UAHC , U. Los Lagos (Santiago de Chile); Santa María (RGS, Brasil), Fluminense (Río. Brasil) y Federal de Bahía (Brasil); El Alto (La Paz, Bolivia); San Marcos (Lima, Perú); Cuenca (Ecuador), FLACSO-Quito (Ecuador), y Católica de Guayaquil (Ecuador); Antioquia y EAFIT (Medellín, Colombia); Latinoamericana y del Caribe (Caracas, Venezuela); Mayagüez (Puerto Rico); Guadalajara (México), Cuernavaca (México), Michoacán (México), Puebla (México), Veracruzana (Veracruz y Xalapa, México);  U. Roma Tre (Roma, Italia), U. do Mihno (Portugal), U. del País Vasco (Bilbao), U. Autónoma (Barcelona), U. Pablo Olavide (Sevilla), U. La Laguna (Tenerife), U. La Coruña (Galicia), U. Valencia (País Valenciano), Cáceres (Extremadura), Granada, Almería, Huelva, y la U. Internacional de Andalucía, además de conferencias en ciudades de casi todos los países de habla hispana o portuguesa.
Fue cofundador del CIMS (1992), Congreso Internacional de Movimientos sociales, en el que participaron entre otros, Johan Galtung, Marc Nerfin, José Luis Sampedro y Jose Luis Coraggio. Desde 1995 a 2012, y dentro de las actividades del Observatorio Internacional CIMAS fue Director del Magíster “Investigación Participativa para el Desarrollo Local” de la Universidad Complutense de Madrid, y Director de las Escuelas de Ciudadanía Solidarias como extensión universitaria del CIMAS, con presencia en Uruguay (Maldonado, Canelones etc.), en Brasil (Porto Alegre, S Leopoldo etc.), en Venezuela (Valencia, Caracas, etc.), en Chile (centros de salud del MINSAL), en Medellín (Comuna 10), en Málaga (varios municipios), Canarias (Lanzarote, Tenerife, etc.), en el Cantón de Cuenca y en la COOP Jardín Azuayo (Ecuador). Desde 2010 también es impulsor y                       Presidente de la Fundación Creatividad Social para un Mejor Vivir (CREASVI), con varias actividades en temas de metodologías participativas, procesos comunitarios, y energías renovables, etc. En la actualidad, desde la Fundación CREASVI destaca el apoyo al Espacio Social La Fuente, Zarzalejo (Sierra de Guadarrama, Madrid), en colaboración con el movimiento "Comunidades en transición", donde se auto-organizan varias Asociaciones (CSA, agroecología con 70 familias, canal de comunicación comarcal con un centenar de videos, comunidad energética, y espacio social para una decena de actividades sociales y culturales).
En 1976 publica "Los  vecinos en la calle" (Ed La Torre), sobre movimientos sociales y siguen una decena de libros sobre el tema, hasta "Las ciudades hablan" (1994, Nueva Sociedad) o "Cuatro redes para mejor-vivir" (1999,Lumen-Humanitas). En 1995 publica Las democracias participativas (HOAC) investigación sobre experiencias alternativas que se prolonga en el libro La democracia en marcha: Kerala, del que es coautor con Rosa Pinto (2011), y más recientemente (2017) "Las democracias transformadoras" (ambos en El Viejo Topo). Se publican libros suyos como autor o coeditor en Argentina, Uruguay, Brasil, Chile, Ecuador y España. Sobre metodología destacan: (2006) “Desbordes creativos. Estilos y estrategias para la transformación social” y "Redes de vida desbordantes. Fundamentos para el cambio desde la vida cotidiana (ambos en La Catarata), y también los monográficos de la Revista Política y Sociedad nº 33, 44, y 52 (disponibles en abierto como publicaciones de la UCM).

## Innovaciones principales

### Sobre Movimientos sociales
Diferencia entre movilizaciones y movimientos. Proto-movimientos y entramados sociales.Grupos motores .Conjuntos de acción y desbordes reversivos.Desbordes

### Sobre Poderes y estrategias desbordantes.
Democracias de iniciativas y circuitos paralelos.Planificación Participativa y sistemas paralelos.Presupuestos participativos

### Sobre Metodologías Participativas
La socio-praxis y talleres de creatividad social.La Investigación Acción Participativa (IAP). La Planificación Estratégica Situacional (PES). Con CIMAS (2015) Metodologías participativas, sociopraxis para la creatividad social. Dextra. En la página de Fundación CREASVI hay una colección de videos y escritos sobre metodología, y en Ingenios se pueden encontrar Ingenio 4 e Ingenio 9, que se pueden descargar en abierto, con variedad de técnicas participativas para estrategias colaborativas y creativas.

## Libros Relevantes[5]
- Tomás R. Villasante. “Las democracias participativas. De la participación ciudadana a las alternativas de sociedad”. Ediciones HOAC. Madrid. 1995. ISBN 84-8512160-0
- Tomás R. Villasante; Martí, J.; Montañés, M. “La Investigación Social Participada. Construyendo Ciudadanía 1".  El Viejo Topo. Barcelona. 2000.  ISBN 84-95224-16-X
- Tomás R. Villasante, Manuel Montañés, Pedro Martín. “Prácticas Locales de Creatividad Social. Construyendo Ciudadanía 2".  El Viejo Topo. Barcelona, 2001. ISBN 84-95224-18-6
- Tomás R. Villasante, Francisco Javier Garrido. “Metodologías y Presupuestos Participativos. Construyendo Ciudadanía 3”.  IEPALA. Madrid. 2003. ISBN 84-89743-24-X
- Tomás R. Villasante. “Desbordes creativos. Estilos y estrategias para la transformación social”. La Catarata. Madrid. 2006. ISBN 84-8319-266-7
- Tomás R. Villasante. "Redes de vida desbordantes. Fundamentos para el cambio desde la vida cotidiana". La Catarata. Madrid. 2014. ISBN 978-84-8319-905-3
- Tomás R. Villasante. "Democracias transformadoras. Experiencias emergentes y alternativas desde los comunes" El Viejo Topo. Barcelona. 2017 ISBN 978-84-16995-18-9